# 米斯里-库尔蒂永
米斯里-库尔蒂永（法語：Misery-Courtion，法語發音：[mizʁi kuʁtjɔ̃]）是瑞士弗里堡州的一个市镇，位於該國西部，面積11.41平方公里，海拔高度580米，截至2018年12月31日总人口为2,043人。